# ヤシャイノデ
ヤシャイノデ（夜叉猪手、学名：Polystichum neolobatum）はオシダ科に分類されるシダの一種。

## 分布
中国、日本（長野県、神奈川県、山梨県）に分布する。

## 保全状況評価
絶滅危惧IB類 (EN)（環境省レッドリスト）
シカによる採食、人間による盗掘などの影響を受けて個体数が著しく減少しており、環境省レッドリストでは2007年までは絶滅危惧IA類に指定されていたが、2012年のレッドリストでは絶滅危惧IB類に指定された。保全対策として、植生防護柵や人工培養が求められている。